# Charles Georges Ferville-Suan
Charles Georges Ferville-Suan fue un escultor francés, nacido el año 1847 en Le Mans y fallecido el año 1925 en la misma ciudad a los 78 años. 

## Datos biográficos
Hijo adoptivo del pintor Charles Suan, nació en Le Mans, en el departamento de Sarthe, el 16 de enero de 1847, y fue durante un tiempo vecino de Montmartre. Falleció en Le Mans el 11 de diciembre de 1925. 
Estudió en la Escuela nacional Superior de bellas Artes de París, donde fue alumno del escultor François Jouffroy.
Fue autor de medallones, estatuillas, en mármol, escayola o bronce. Expuso en el Salón de París de 1872 y hasta 1909; fue miembro de la Sociedad de Artistas Franceses (fr:). 
Contrajo matrimonio en septiembre de 1878 con Marie Ernestine Lavieille, nacida en 1852 en la villa de Barbizon, hija de Eugène Lavieille y que, como su padre, se dedicó a la pintura de paisajes.

## Obras
- L'amour captif - El Amor cautivo. Estatua en escayola. Colecciones de los Museos del Mans[1]
- Le peintre Jaffard- El pintor Jaffard. Medallón en terracota. Colecciones de los Museos del Mans[2]